# 국제식량정책연구소
국제식량정책연구소(영어: International Food Policy Research Institute, IFPRI)는 미국 워싱턴에 위치한 국제 식량 연구 센터로, 식량생산을 위한 정책판단과 분석, 농업 기술의 기술혁신수용 촉진을 위해 1975년에 설립되었다. 주로 개발도상국에서 식량의 수요를 충족하기 위한 대안전략과 정책을 판단하고 분석하며, 가난과 영양실조를 줄이기 위해 정책적인 제언을 꾸준히 해오고 있다. 2015년에는 40주년을 맞이했다.
현재 600명이 넘는 연구원들이 50개 이상의 국가에서 일하고 있으며, 발전을 위한 농업분야 연구에 종사하고 있는 세계적인 파트너십 CGIAR의 연구센터이기도 하다.

## 비전과 미션
국제식량정책연구소(IFPRI)의 비전은 기아와 영양실조가 없는 세상을 만드는 것이다. 미션은 충분한 리서치에 기반하여 지속적으로 빈곤을 줄이고 더 나아가서는 기아와 영양실조를 끝낼 수 있는 정책 해결책을 제안하는 것이다.